# Wagen in 't Westen
Wagen in 't Westen is het eerste album uit de Belgische stripreeks de Blauwbloezen. Het werd voor het eerst uitgegeven in 1972 door uitgeverij Dupuis. De scenarist is Raoul Cauvin en de persoon die voor de tekeningen heeft gezorgd is Louis Salvérius.

## Verhaallijn
Het begint wanneer sergeant Chesterfield op patrouille is samen met korporaal Blutch, Tripps en Bryan een boodschapper van een van de voorposten van fort Bow tegenkomt. Deze boodschapper vertelt aan kolonel Appeltown dat zijn fort Trots aangevallen wordt door de indianen. Chesterfield wordt samen met zijn groep naar dat fort gezonden om de soldaten aldaar opnieuw van munitie te voorzien met het bevel de kar zo nodig op te blazen als hij in de handen dreigt te vallen van de indianen. Maar als ze daar aankomen merken zij op dat het fort reeds ingenomen is. De volgende ochtend beslist Chesterfield de kar op te blazen, maar er komt een dief naar het fort en legt uit dat de indianen verdwenen zijn. Omdat niemand meer aan de kar gedacht heeft, gaat deze de lucht in. Natuurlijk wil Chesterfield niet afgaan ten opzichte van de kolonel en beslist om de kar te gaan halen die de dief heeft geruild tegen dierenhuiden. Als ze bij de Comanchen komen zeggen de Comanchen dat de Apachen de munitiekar gestolen hebben en doen ze een voorstel om samen de kar van de Apachen te heroveren. Als ze bij de Apachen zijn, dagen ze de Apachen uit voor gevecht van man tot man. Omdat de Comanchen valsspelen breekt er een gevecht uit, waardoor Chesterfield en zijn soldaten de kar kunnen veroveren en wegvluchten. Hierop zetten de Comanchen en de Apachen de achtervolging in, maar kolonel Appeltown kan verhinderen dat de kar terug in handen van de Apachen en Comanchen valt. Ze gaan nu terug naar fort Bow en Chesterfield krijgt een onderscheiding. De Apachen zijn slim genoeg om al de munitie te verbergen en daarom kunnen ze een aanval op fort Bow uitvoeren.

## Personages
Hier worden de belangrijkste figuranten en hun rol uitgelegd.
- boodschapper: moet het bericht overbrengen dat fort Trots te weinig munitie heeft.
- Bryan: is de soldaat met een gezicht dat lijkt op een rugbybal.
- Tripps: is de soldaat waarvan zijn bovenste snijtanden naar voren steken.
- dief: is de persoon die ergens anders een munitiekar heeft gestolen en gewisseld voor dierenhuiden met de Comanchen.
- Comanchen: hebben fort Trots veroverd.
- Cyclopenoog: aanvoerder van de Comanchen.
- Wolvenjong: is de zoon van Cyclopenoog.
- Apachen: hebben de munitiekar van de Comanchen veroverd.
- Geronimo: is aanvoerder van de Apachen en hij kan slecht zien.
- Aprilwolkje: moet het gevecht van man tot man met Chesterfield aangaan.